# David Šteffel
David Šteffel (Slaný, 7 aprile 1985) è un ex cestista ceco di ruolo pivot.

## Carriera
Dopo un mese di contratto con Pesaro a settembre 2010, è stato ingaggiato a gettone da Barcellona a novembre. Rimane con i giallorossi fino al 12 gennaio 2011.

## Palmarès
- Coppa della Repubblica Ceca: 1

Prostějov: 2015